# 新井弘治
新井 弘治（あらい こうじ、1936年〈昭和11年〉11月23日 - ）は、日本の政治家。元埼玉県上尾市長。

## 経歴
埼玉県北足立郡大石村（現・上尾市）出身。埼玉県立川越農業高等学校中退。
中退後は、農業に従事後、実業家に転身した。
1979年（昭和54年）、父の死去に伴い、上尾市議会議員選挙に立候補して初当選を果たした。1983年（昭和58年）、再選を果たした。
1987年（昭和62年）埼玉県議会議員に当選。3期務めた。

### 1996年上尾市長選挙
1996年（平成8年）、現職の荒井松司と新人1人を破って、上尾市長に当選した。
※当日有権者数：-人 最終投票率：43.02%（前回比：-pts）
| 候補者名 | 年齢 | 所属党派 | 新旧別 | 得票数   | 得票率 | 推薦・支持 |
| -------- | ---- | -------- | ------ | -------- | ------ | ---------- |
| 新井弘治 | 59   | -        | 新     | 29,791票 | 44.4%  | -          |
| 荒井松司 | 82   | -        | 現     | 23,921票 | 35.6%  | -          |
| 篠塚多助 | 65   | -        | 新     | 13,395票 | 20.0%  | -          |

### 2000年上尾市長選挙
第35代市議会議長など新人2人との争いとなったが、これを破って再選を果たした。
※当日有権者数：-人 最終投票率：39.05%（前回比： 3.97pts）
| 候補者名   | 年齢 | 所属党派 | 新旧別 | 得票数   | 得票率 | 推薦・支持 |
| ---------- | ---- | -------- | ------ | -------- | ------ | ---------- |
| 新井弘治   | 63   | -        | 現     | 34,682票 | 53.7%  | -          |
| 浅野目義英 | 41   | -        | 新     | 18,270票 | 28.3%  | -          |
| 増田悦子   | 64   | -        | 新     | 11,580票 | 17.9%  | -          |

2008年（平成20年）2月17日に退任した。
2019年（令和元年）7月、市長在職中に市が私有地の工事費を公費負担していたとして、新井側が工事費の全額に当たる約693万円を市に返還した。

## 家族
- 父 - 庄平（第9代上尾市議会議長[2][5]）

叔父2人はそれぞれ、大宮市議会議長と平方町会議長を務めた。